# Brandon Borrello
Brandon Borrello, né le 25 juillet 1995 à Adélaïde, est un footballeur international australien. Il évolue au poste d'ailier au Western Sydney Wanderers.

## Biographie
Né le 25 juillet 1995 à Adélaïde, Brandon Borrello commence le football au Modbury Jets SC (en), un club de sa ville natale. En 2011, il rejoint les rangs des juniors du Brisbane Roar FC. Il obtient ses premières minutes dans le championnat d’Australie durant la saison 2013-2014, ponctuée par le titre de champion d'Australie. Durant les trois saisons suivantes, il s’installe comme titulaire du club de Brisbane, participant à chaque fois aux playoffs pour le titre.
En 2017, il est transféré au 1. FC Kaiserslautern, qui évolue en deuxième division allemande. Après une saison, il s’engage avec le SC Fribourg, malgré une rupture de ligament croisé au genou droit subie en avril 2018, qui l’écarte durant une grande partie de la saison 2018-2019. Il reprend la compétition avec l’équipe réserve du SC Fribourg en Regionalliga. En fin de saison, il est sélectionné pour la première fois en équipe nationale australienne.

## Statistiques
| Saison                | Club                      | Championnat           | Championnat | Championnat | Coupe(s) nationale(s) | Coupe(s) nationale(s) | Compétition(s) continentale(s) | Compétition(s) continentale(s) | Compétition(s) continentale(s) | Barrages | Barrages | Australie | Australie | Total | Total |
| Saison                | Club                      | Division              | M.          | B.          | M.                    | B.                    | Comp.                          | M.                             | B.                             | M.       | B.       | M.        | B.        | M.    | B.    |
| 2013-2014             | Brisbane Roar             | A-League              | 6           | 0           | -                     | -                     | -                              | -                              | -                              | -        | -        | -         | -         | 6     | 0     |
| 2014-2015             | Brisbane Roar             | A-League              | 22          | 4           | -                     | -                     | CL                             | 6                              | 2                              | -        | -        | -         | -         | 28    | 6     |
| 2015-2016             | Brisbane Roar             | A-League              | 22          | 5           | -                     | -                     | -                              | -                              | -                              | -        | -        | -         | -         | 22    | 5     |
| 2016-2017             | Brisbane Roar             | A-League              | 25          | 4           | -                     | -                     | CL                             | 7                              | 5                              | -        | -        | -         | -         | 32    | 9     |
| Sous-total            | Sous-total                | Sous-total            | 75          | 13          | 0                     | 0                     | -                              | 13                             | 7                              | 0        | 0        | 0         | 0         | 88    | 20    |
| 2017-2018             | 1. FC Kaiserslautern      | 2. Bundesliga         | 19          | 3           | 1                     | 0                     | -                              | -                              | -                              | -        | -        | -         | -         | 20    | 3     |
| Sous-total            | Sous-total                | Sous-total            | 19          | 3           | 1                     | 0                     | -                              | 0                              | 0                              | 0        | 0        | 0         | 0         | 20    | 3     |
| 2018-2019             | SC Fribourg II            | Regionalliga Süd      | 9           | 0           | -                     | -                     | -                              | -                              | -                              | -        | -        | 1         | 0         | 10    | 0     |
| Sous-total            | Sous-total                | Sous-total            | 9           | 0           | 0                     | 0                     | -                              | -                              | -                              | 0        | 0        | 1         | 0         | 10    | 0     |
| 2019-2020             | SC Fribourg               | Bundesliga            | 7           | 0           | 1                     | 0                     | -                              | -                              | -                              | -        | -        | 3         | 0         | 11    | 0     |
| Sous-total            | Sous-total                | Sous-total            | 7           | 0           | 1                     | 0                     | -                              | -                              | -                              | 0        | 0        | 3         | 0         | 11    | 0     |
| 2020-2021             | Fortuna Düsseldorf (prêt) | 2. Bundesliga         | 22          | 1           | 1                     | 0                     | -                              | -                              | -                              | -        | -        | -         | -         | 23    | 1     |
| Sous-total            | Sous-total                | Sous-total            | 22          | 1           | 1                     | 0                     | -                              | 0                              | 0                              | 0        | 0        | 0         | 0         | 23    | 1     |
| 2021-2022             | Dynamo Dresde             | 2. Bundesliga         | 16          | 0           | 1                     | 0                     | -                              | -                              | -                              | 1        | 0        | -         | -         | 18    | 0     |
| Sous-total            | Sous-total                | Sous-total            | 16          | 0           | 1                     | 0                     | -                              | 0                              | 0                              | 1        | 0        | 0         | 0         | 18    | 0     |
| 2022-2023             | Western Sydney Wanderers  | A-League              | 26          | 13          | 1                     | 0                     | -                              | -                              | -                              | -        | -        | 3         | 1         | 30    | 14    |
| 2023-2024             | Western Sydney Wanderers  | A-League              | 4           | 0           | 3                     | 3                     | -                              | -                              | -                              | -        | -        | 3         | 1         | 10    | 4     |
| Sous-total            | Sous-total                | Sous-total            | 30          | 13          | 4                     | 3                     | -                              | 0                              | 0                              | 0        | 0        | 6         | 2         | 40    | 18    |
| Total sur la carrière | Total sur la carrière     | Total sur la carrière | 178         | 30          | 8                     | 3                     | -                              | 13                             | 7                              | 1        | 0        | 10        | 2         | 210   | 42    |

## Palmarès
Brisbane Roar
- Championnat d'Australie (1) :
  - Champion : 2013-2014.